# Laurence Lanfumey
Laurence Lanfumey-Mongredien, née le 7 novembre 1954, est une neuroscientifique française spécialisée dans la physiopathologie de l'addiction.
Elle est directrice de recherche à l’Inserm, responsable de l’équipe physiopathologie des troubles de l’humeur (dépression et addiction) au centre de psychiatrie et neurosciences de Sainte-Anne (U894). Elle a reçu le prix Georges de Saint-Blanquat de l'IREB en sciences biologiques 2013 pour ses travaux sur l'alcoolisme. Elle est également conseillère scientifique au Collège européen de neuropsychopharmacologie (ECNP) . Elle coordonne la semaine du cerveau à Paris.

## Carrière
Laurence Lanfumey a achevé sa thèse en 1981 à l'université Pierre-et-Marie-Curie sur le sommeil et la plasticité cérébrale. Après un post-doctorat à l'université de Princeton, aux États-Unis, Laurence Lanfumey intègre l’unité 3 de l’Inserm à la Pitié-Salpêtrière pour étudier le fonctionnement de certains neurotransmetteurs comme la sérotonine.
Lorsque cette unité ferme, elle rejoint le groupe de Michel Hamon pour étudier la régulation des récepteurs sérotoninergiques notamment dans le cadre de maladies telles que les troubles de l’humeur et la dépression. Elle rejoint en 2008, le Centre de psychiatrie & neurosciences .